# Triangle (The X-Files)
«Triangle» es el tercer episodio de la sexta temporada de la serie de televisión estadounidense de ciencia ficción The X-Files. Se estrenó en la cadena Fox el 22 de noviembre de 1998. Escrito y dirigido por el creador de la serie Chris Carter, «Triangle» es un episodio del «monstruo de la semana», una trama independiente que no está relacionada con la mitología general de The X-Files. «Triangle» obtuvo una calificación Nielsen de 10,8, siendo visto por 18,20 millones de espectadores en su emisión inicial. En general, el episodio recibió críticas positivas y muchos críticos comentaron sobre el estilo de dirección del episodio.
El programa se centra en los agentes especiales del FBI Fox Mulder (David Duchovny) y Dana Scully (Gillian Anderson) que trabajan en casos relacionados con lo paranormal, llamados expedientes X. Mulder cree en lo paranormal, la escéptica Scully ha sido asignada para desacreditar su trabajo y los dos han desarrollado una estrecha amistad. En este episodio, Mulder se dirige hacia un lujoso transatlántico que apareció misteriosamente en el Triángulo de las Bermudas. Una vez allí, se da cuenta de que ha viajado en el tiempo hasta el 3 de septiembre de 1939, el estallido de la Segunda Guerra Mundial. Soldados alemanes han abordado la nave en busca del «Martillo de Thor», algo que podría asegurar la victoria en el conflicto que se avecina. Scully, después de ser informada de la desaparición de Mulder por los pistoleros solitarios, corre por el edificio J. Edgar Hoover, en busca de alguien que pueda ayudar a encontrar a su compañero desaparecido.
«Triangle» está filmada en un estilo inspirado en la película Rope de Alfred Hitchcock de 1948, con muchas escenas editadas para que aparezcan como tomas individuales. Además, «Triangle» presenta a los miembros principales y recurrentes del reparto, como Anderson, William B. Davis, Chris Owens, James Pickens Jr. y Mitch Pileggi, quienes interpretaron a sus personajes contemporáneos, así como a personajes claramente diferentes de 1939 a bordo del lujoso transatlántico. Varios de los temas del episodio se han examinado críticamente, como el concepto de «nazis de ensueño», la aparición de personajes modernos que representan a los del pasado y la ramificación de que todo el episodio fue un sueño.

## Argumento
Fox Mulder (David Duchovny) yace inconsciente en el mar después de naufragar en su balsa. Es llevado a bordo de un barco de pasajeros, el Queen Anne, por sus tripulantes británicos. Cuando lo envían a encontrarse con el capitán, Mulder intenta explicar que el Queen Anne desapareció en el Triángulo de las Bermudas en 1939 y afirma que reapareció en 1998. La tripulación descarta la historia de Mulder y sospecha que es un espía nazi. En ese momento, el Queen Anne es abordado por tropas de las SS bajo el mando de un Oberführer parecido al fumador (William B. Davis), quien marca el rumbo del barco hacia Alemania. La tripulación del Queen Anne encierra a Mulder en las habitaciones del capitán, donde escucha una transmisión de radio que anuncia el comienzo de la Segunda Guerra Mundial. Mulder se da cuenta de que el Queen Anne no viajó a 1998; él ha viajado a 1939.
En el presente, los Pistoleros solitarios le informan a Dana Scully (Gillian Anderson) que han perdido el contacto con Mulder, quien había salido en busca del Queen Anne. Scully primero recurre a Walter Skinner (Mitch Pileggi), sin éxito, y luego intenta confrontar al subdirector Alvin Kersh (James Pickens Jr.), a quien se ve con el fumador. Finalmente amenaza al agente Jeffrey Spender (Chris Owens) antes de que aparezca Skinner y le proporcione la información del Pentágono. Scully se va con los Pistoleros para encontrar a Mulder. Mientras tanto, en el Queen Anne, una marinera británica le dice a Mulder que los alemanes están buscando lo que creen que es un arma llamada «Martillo de Thor». Mulder le dice que el Martillo de Thor no es un arma, sino un científico que construirá un arma. El marinero resulta ser un espía alemán y encierra a Mulder en la sala de máquinas con la tripulación del barco. Uno de los marineros, que se parece mucho a Kersh, decide dirigir el barco hacia Jamaica, pero Mulder les dice que naveguen de regreso por donde vinieron, para atravesar el túnel del tiempo y reaparecer en 1998.
Finalmente, los nazis llevan a Mulder al salón de baile. Una vez allí, se le ordena identificar al científico o los nazis comenzarán a disparar a los pasajeros. Después de haber matado a dos hombres, una mujer que se parece a Scully les dice a los nazis que están matando a personas inocentes por nada y que Mulder no sabe nada. Mulder les dice a los nazis que uno de los hombres a los que dispararon era el científico, pero el verdadero científico da un paso al frente. Los nazis se preparan para ejecutar a Mulder y «Scully», pero antes de que puedan hacerlo, el motor se apaga. Los marineros británicos descienden al salón de baile y comienzan a luchar contra los nazis. En medio del caos, Mulder y «Scully» escapan, en un momento ayudados por un oficial nazi que se parece al agente Skinner y parece ser un simpatizante de los aliados. Mientras tanto, Scully y los Pistoleros Solitarios encuentran al Queen Anne y lo abordan, solo para descubrir que es un barco fantasma vacío, sin darse cuenta de que la dimensión en la que Mulder y los pasajeros del Queen Anne están corren paralelas a la suya.
En 1939, Mulder le dice a «Scully» que tiene que dar la vuelta a la nave y regresar al Triángulo de las Bermudas para sacar la nave de la grieta en el espacio. Mulder agarra a «Scully» y la besa, «en caso de que no nos volvamos a ver». «Scully» lo golpea y él salta por la borda. Mulder se despierta en 1998 en un hospital, rodeado de Scully, los Pistoleros solitarios y Skinner. Mulder intenta contarles sobre sus experiencias en 1939 y que Scully estaba allí con él, pero todos piensan que está delirando. Después de que Skinner y los Pistoleros se van, Mulder vuelve a llamar a Scully y le dice que la ama. Scully piensa que su declaración es un efecto de las drogas que le han dado, pone los ojos en blanco y se va. Mientras se acuesta, Mulder se estremece cuando su mejilla toca la almohada; el lugar donde «Scully» le dio un puñetazo en 1939 todavía está dolorido y visiblemente magullado. Mulder esboza una sonrisa de complicidad.

## Producción

### Concepción, escritura y rodaje

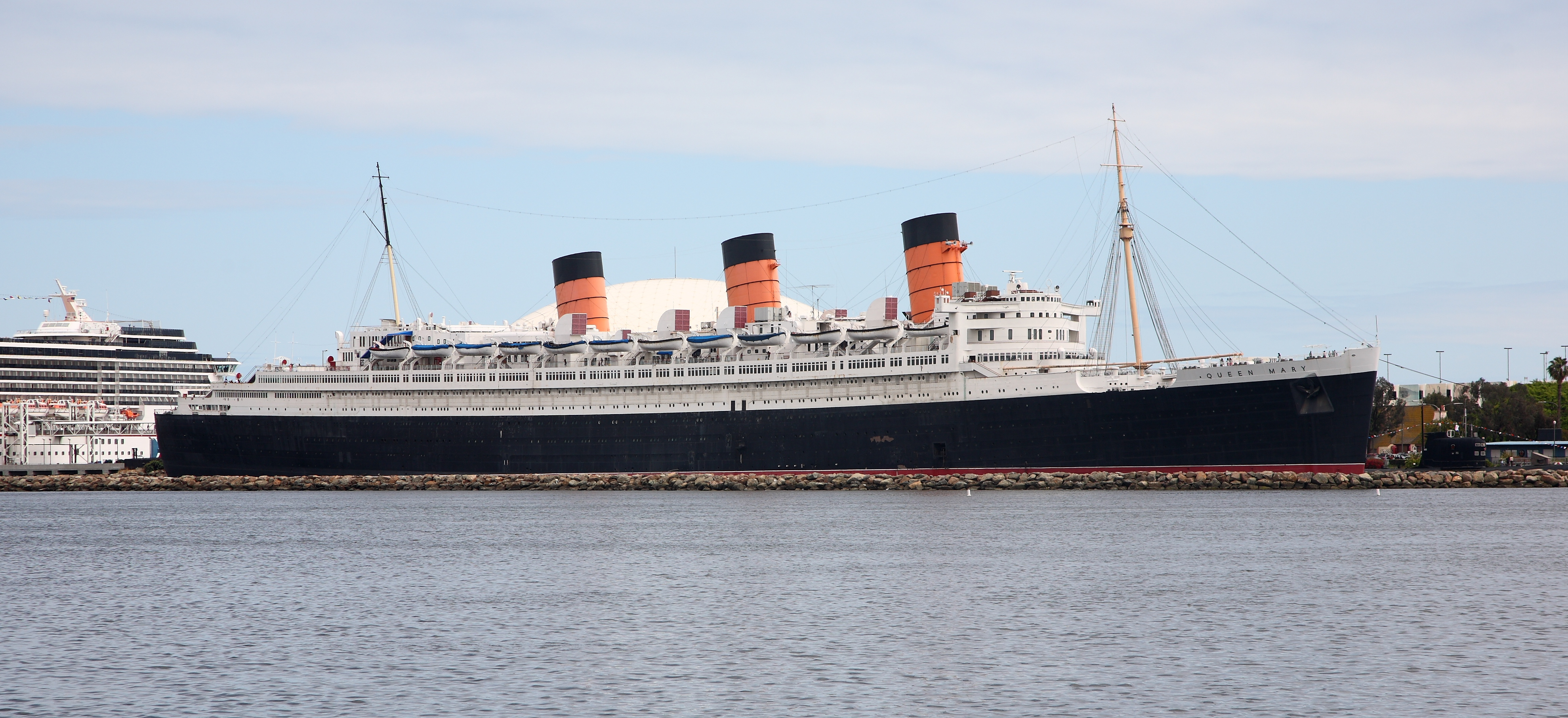
Las escenas a bordo del Queen Anne fueron filmadas en realidad a bordo del RMS Queen Mary.

El creador de The X-Files Chris Carter, desarrolló la idea de «Triangle» mientras trabajaba en el episodio de la quinta temporada «The Red and the Black». Mientras filmaba el episodio, Carter usó tanta película que el equipo lo convirtió en un trofeo simulado. Esto, a su vez, lo inspiró a escribir un episodio que presentaba acción continua, por lo que utilizó la menor cantidad de película posible. Carter diseñó «Triangle» en un estilo similar al de la película Rope de Alfred Hitchcock de 1948. Inicialmente, los ejecutivos de Fox dudaban en dar luz verde a la producción de «Triangle» porque se esperaba que superara el presupuesto del episodio de 2,5 millones de dólares. Para persuadirlos, Carter les dijo a los ejecutivos que el episodio presentaría elementos del estilo de dirección de Hitchcock, un movimiento que luego llamó «un gancho fácil». Carter también citó la adaptación de Twilight Zone de 1964 de An Occurrence at Owl Creek Bridge como inspiración.
Las escenas que tienen lugar en el Queen Anne se filmaron a bordo del transatlántico británico retirado RMS Queen Mary, que está amarrado en Long Beach, California y actualmente sirve como hotel. El rodaje a bordo del barco se llevó a cabo durante once días. Para bloquear las luces de la cercana Long Beach, el equipo de The X-Files erigió andamios envolventes en el puente del barco. Para dar el efecto de lluvia durante las escenas en el puente, el equipo instaló grandes sistemas de rociadores que proporcionaban un suministro constante de agua. Descontento con el estilo remodelado de los pasillos y el salón de baile del barco, Carter rediseñó partes enteras del barco para que el episodio terminado tuviera una sensación de finales de la década de 1930.
Para mayor autenticidad, varios actores británicos y alemanes interpretaron a los marineros británicos y los soldados nazis, cuyo diálogo era principalmente en alemán. Trevor Goddard, que interpretó al primer tripulante británico, es inglés, mientras que Madison Mason, que interpretó al capitán Yip Harburg, es estadounidense; fingió un acento inglés para el papel. El diálogo de William B. Davis fue completamente en alemán, un idioma que él no hablaba. Más tarde explicó: «Ciertamente no me di cuenta de que iba a hablar mucho alemán hasta que obtuve el guion, que solo decía “CSM (en alemán)”». Para aprender con éxito sus líneas, uno de los miembros del elenco alemán grabó todos los diálogos de Davis en un casete. Davis recibió el casete dos semanas antes del rodaje y memorizó fonéticamente sus líneas; señaló que el método «parecía funcionar bastante bien, ¡al menos para las personas que no hablaban alemán! Fue un poco más desafiante porque había algunos hablantes de alemán reales en el programa, lo que pensé que era un poco injusto». Tom Braidwood, quien interpretó al pistolero solitario Melvin Frohike y fue asistente de dirección en el programa, calificó el papel de Davis como «brutal» y señaló que «fue realmente difícil para William porque tuvo que aprender todo este alemán». Davis luego bromeó diciendo que «Tal vez no deberíamos tratar de hacer dos cosas inteligentes a la vez. Creo que funcionó bien, pero fue una lucha hacerlo». El único otro miembro del elenco de The X-Files que ya hablaba alemán era Mitch Pileggi. Pileggi había estudiado en Alemania; tuvo que reescribir muchas de sus líneas porque no tenían sentido en el contexto de las escenas. El lema que suele aparecer después de los créditos iniciales de cada episodio, «The Truth is Out There», se tradujo al alemán: «Die Wahrheit ist irgendwo da draußen».

### Estilo de dirección
Filmado en tiempo real, el episodio está diseñado para que parezca que fue grabado en cuatro tomas ininterrumpidas de once minutos. Carter explicó: «Le dije [al elenco y al equipo] “¿No sería genial, dado que tenemos 44 minutos de tiempo de programación, si solo hiciéramos un episodio en el que hiciéramos cuatro tomas de 11 minutos y lo pusiéramos todo junto?” Y todos me miraban como si estuviera loco». Para filmar el episodio, el operador de cámara Dave Luckenbach usó una Steadicam. La cámara fija utilizada solo podía contener un máximo de cuatro minutos de película, por lo que fueron necesarios ediciones y cortes discretos. Más tarde, Luckenbach comparó las consecuencias físicas de la filmación con jugar al fútbol: «Tenías un partido el viernes y te despertabas el sábado y realmente lo sentías». Por lo general, los cortes se hacían durante los whip pan o en escenas en las que la pantalla se oscurecía. Con la excepción de Mulder saltando del Queen Anne, la única edición notable ocurre entre escenas, cuando un deslizamiento lateral cambia entre los dos períodos de tiempo diferentes. Muchas de las tomas debían ser casi perfectas; por ejemplo, de las tomas realizadas el octavo día de rodaje, solo dos de diez se consideraron satisfactorias. Tanto el elenco como el equipo admitieron que filmar un episodio de The X-Files en tiempo real fue agotador física y mentalmente. Duchovny luego bromeó diciendo que, una vez que concluyó la filmación, «podría ganar un Emmy por la mayoría de los moretones». Gillian Anderson describió el estilo de dirección en tiempo real como «desafiante». Ella dijo: «Me estoy dando cuenta de lo cómoda y conectada que estoy con el ritmo al que estamos acostumbrados».
En una entrevista antes de que terminara el episodio, Gillian Anderson dijo que estaba ansiosa por la escena en la que Scully toma un ascensor a través de la sede del FBI en su búsqueda para localizar a Mulder. Más tarde comparó el episodio con el teatro en vivo, en el que había trabajado anteriormente. Durante el rodaje de esta escena, cuando los actores entraron en el ascensor del escenario, el escenario al que se trasladarían a continuación tuvo que construirse detrás de las puertas cerradas. Muchas veces durante la filmación, estas puertas se abrían antes de que se completara el set detrás, lo que arruinaba la toma. Los dos actos finales del episodio presentan una puesta en escena sofisticada en pantalla dividida: En lugar de mostrar dos eventos diferentes, cada lado de la pantalla presenta la misma configuración, pero con cada lado configurado durante un período de tiempo diferente. Cuando Scully corre a la vuelta de la esquina en la actualidad, lo hace al mismo tiempo que Mulder y la versión de 1939 de Scully. Esto fue filmado de tal manera que cuando los actores se cruzan en el pasillo, también pasan al marco opuesto de la pantalla dividida. Este efecto se inspiró en el video musical del sencillo «Closing Time» de Semisonic de 1998.
La editora Louise Innes, que estaba trabajando en su primer episodio de X-Files, dijo que el proceso de edición de posproducción «no fue tan fácil como parece». A Innes se le encargó conectar aproximadamente cuarenta tomas y crear la ilusión de una escena uniforme. Después de que se combinaron los rollos de película, hubo que modificar varias cuestiones pendientes en la posproducción. Por ejemplo, durante la escena en la que Scully entra corriendo en un ascensor, se empalmaron dos tomas, pero el color no coincidía por completo. Las imágenes y sus colores fueron posteriormente corregidos por los «solucionadores de problemas de posproducción» de la serie mediante manipulación digital. Cuando se filmó el episodio, se filmó en pantalla panorámica de 2,35: 1. Cuando se emitió el episodio, se mostró en letterbox para que cupiera en una pantalla de televisión de 1,33:1; este fue el primer episodio de X-Files en recibir este tratamiento. Carter razonó que este método permitiría ver más acción en cada cuadro.

### Música y referencias culturales
Para tener una idea de la época, el compositor de, X-Files Mark Snow escuchó la música de big band de Tommy Dorsey, Harry James, Gene Krupa, y Glenn Miller. El «instrumental hinchable» que suena durante la escena de la pelea de salón de baile se inspiró en una melodía de swing similar, escrita por John Williams, de la película 1941 de Steven Spielberg de 1979. Snow luego bromeó diciendo que su composición era «la tercera generación de la misma inspiración». Carter tuvo un aporte musical significativo en lo que respecta a las transiciones de escena y dijo: «También tuve la oportunidad de usar algo de mi música favorita de los años 40 aquí, o música de los años 30 y 40 para las escenas de transición». El productor Paul Rabwin también supervisó «un arreglo especial» del estándar de jazz de 1938 «Jeepers Creepers», que también se incluyó en la escena del salón de baile.
El episodio contiene muchas referencias intencionales a la película musical de 1939 El mago de Oz. El capitán del barco lleva el nombre del letrista de la película Yip Harburg, y la cantante de salón, Almira Gulch, del personaje de El mago de Oz, que es el análogo de la Malvada Bruja del Oeste. Su banda es The Lollipop Guild, una referencia a una sección de la canción «Ding-Dong! The Witch Is Dead», mientras que el barco naufragado de Mulder se llama Lady Garland, en honor a Judy Garland. La escena final de «Triangle», que muestra a Mulder en la cama diciéndoles a sus amigos y compañeros de trabajo que los vio en su ensoñación, tiene un parecido sorprendente con la escena final de Oz. Debido a esto, un crítico calificó la escena de «obviamente derivada». Además, cuando Mulder menciona que Skinner estuvo con él en 1939, que es el año en que se estrenó El mago de Oz, Skinner responde «con mi perro Toto», y Scully le dice «no hay lugar como el hogar».
El episodio presenta varios errores históricos. Se dice que el personaje de Anderson de 1939 trabaja para la Oficina de Servicios Estratégicos, que no se estableció hasta 1942. El nombre en clave «Martillo de Thor» es una invención de los escritores. Lee Smith, el investigador oficial del programa, se encargó de encontrar el nombre del proyecto secreto de investigación atómica anterior a la Segunda Guerra Mundial. Desafortunadamente para el programa, el nombre en clave real, Desarrollo de materiales sustitutos, se consideró «poco inspirador», por lo que se creó el nombre «Martillo de Thor» en su lugar.

## Temas
Robert Shearman y Lars Pearson, en su libro Wanting to Believe: A Critical Guide to The X-Files, Millennium & The Lone Gunmen, examinaron la caracterización de los villanos en el episodio y las meta-referencias a la serie. Shearman y Pearson señalan que el episodio marca una clara diferencia al retratar a los nazis en la pantalla. En lugar de mostrarlos como «nazis reales», como los que aparecen en el episodio de la tercera temporada «Paper Clip», entre otros, este episodio los retrata como «nazis de ensueño» deliberadamente exagerados.
Shearman y Pearson analizaron las representaciones de varios de los personajes habituales de la serie como villanos de la década de 1930 y señalaron varias metarreferencias a la serie más amplia. Los dos notaron que, en su interpretación de un nazi, a Jeffrey Spender se le permitió «liberarse y despotricar como un villano en lugar de un niño malhumorado escondido en el sótano». Por el contrario, el personaje de Walter Skinner de 1939 se comportó más como su personaje en la serie más amplia, su papel «parodiando con encanto la ambigüedad que ha estado jugando todos estos años y resultando ser un aliado amante de los estadounidenses que les dice a nuestros héroes que saquen sus “culos fuera de aquí”».
Tom Kessenich, en su libro Examinations: An Unauthorized Look at Season 6–9 of The X-Files, examinó críticamente las ideas de que todo el episodio fue un sueño o existió en una especie de «universo paralelo». Kessenich razona que, debido a que el episodio contiene varias referencias abiertas a El mago de Oz y al hecho de que Chris Carter notó que el episodio estaba basado en la idea de la mente subconsciente de Mulder en el trabajo, gran parte de «Triangle» fue simplemente un sueño. Además, Kessenich respalda su argumento al señalar que muchos de los personajes en el barco fueron interpretados por caras conocidas: el fumador como el líder nazi, Spender como un «perro faldero» nazi, Skinner como un agente doble, Kersh como un «amigo o enemigo desconocido», y Scully como la última aliada de Mulder. Esto sugeriría, según Kessenich, que todo el episodio fue representado en la mente de Mulder mientras estaba inconsciente en el Triángulo de las Bermudas.

## Recepción

### Audiencia
Promocionado con el lema «Esta noche, se dejan llevar... En un viaje condenado, la pasión entre Mulder y Scully finalmente es imparable», «Triangle» se estrenó en la cadena Fox en los Estados Unidos el 22 de noviembre de 1998. El episodio obtuvo una calificación Nielsen de 10,8, con una participación de 16, lo que significa que aproximadamente el 10,8 por ciento de todos los hogares equipados con televisión y el 16 por ciento de los hogares que miraban televisión estaban sintonizados. Fue visto por 18,2 millones de espectadores. «Triangle» fue el decimoctavo programa de televisión más visto durante la semana que finalizó el 22 de noviembre.

### Recepción inicial
Cuando se mostró el programa terminado al elenco y al equipo, su respuesta fue muy positiva. Gillian Anderson dijo: «Nunca entendí bien si iba a funcionar o no. Cuando finalmente vimos “Triangle” después de esta nueva forma de filmar todo, un estilo que nunca habíamos intentado antes, además de probar nuevas escenas... probando esto, probando aquello... eso fue fantástico». Chris Owens, quien interpretó al doble del agente Spender nazi, dijo: «Una cosa que realmente me gustó de The X-Files fue que siempre se desafiaban a sí mismos. Chris [Carter] escribiría un episodio en el que vamos a hacer Rope sin cortes, aparentemente. Un gran desafío para el elenco y el equipo».
El episodio recibió críticas generalmente positivas de la prensa. Matt Zoller Seitz de The Star-Ledger dio una crítica abrumadoramente positiva de «Triangle». Aplaudiendo la dirección arriesgada y audaz de Carter, señaló que «nunca ha habido una hora de televisión que se vea o se mueva como “Triangle”». Argumentó que la escena de 1939 en la que Mulder y «Scully» se cruzan con la Scully actual fue «el mejor minuto de televisión de este año». Seitz también comparó el episodio con videojuegos tridimensionales, como Doom, Quake y Castle Wolfenstein, citando los «pasillos sombríos» y los «nazis de dibujos animados de pesadilla» del episodio. Michael Liedtke y George Avalos del The Charlotte Observer predijeron que «“Triangle” parece destinado a ocupar el lugar que le corresponde en el panteón de los mejores episodios de X-Files». Disfrutando de la plétora de referencias al Mago de Oz, los dos parodiaron una parte de «Over the Rainbow» en su columna. No todos los revisores fueron tan positivos; para Alan Sepinwall, «Triangle» fue el episodio «que resultó ser un sueño», lo que lo hizo «técnicamente impresionante pero dramáticamente turbio».

### Recepción posterior
Años después de su transmisión inicial, «Triangle» ha seguido recibiendo críticas positivas, y muchos críticos lo califican como uno de los mejores episodios del programa. Jessica Morgan de Television Without Pity le dio al episodio una A−. Earl Cressey de DVD Talk lo llamó uno de los aspectos más destacados de la sexta temporada. Shearman y Pearson calificaron el episodio con cinco estrellas de cinco y lo llamaron una «joya brillante de episodio».
La dirección de Carter de «Triangle» recibió una atención crítica mayoritariamente favorable. Shearman y Pearson elogiaron su dirección y señalaron la escena en la que Scully atraviesa corriendo el edificio del FBI como «la mejor escena de todas». Emily VanDerWerff de The A.V. Club, en una reseña de calificación «A», apreció el estilo de filmación y escribió que las escenas largas le dan «una sensación de urgencia a todo el asunto que impulsa escenas que no deberían funcionar». Además, calificó la toma de pantalla dividida como «casi perfecta»; VanDerWerff luego lo calificó como «uno de mis momentos favoritos de todo el programa». Andrew Payne de Starpulse aplaudió la actuación y la dirección, y dijo: «Chris Carter rara vez dirigió su creación, dejándole eso principalmente a Kim Manners, pero cuando lo hizo, mostró un ojo brillante que generalmente no se ve en la televisión abierta. Este es el mejor ejemplo: un episodio de ritmo sin aliento. en el que cada acto aparece como una toma continua... Este episodio es muy divertido, particularmente en el acto en el que Scully atraviesa el edificio del FBI para obtener información sobre el paradero de Mulder. La actuación es excelente y nada puede vencer a esos actos sin cortes». Payne finalmente lo nombró el cuarto mejor episodio de X-Files. David Boston de Made Man escribió que «sabemos que cada vez que [Chris Carter] dirige un episodio, siempre está entre los mejores». Timothy Sexton de Yahoo! Voices elogió la escena de pantalla dividida y la escena que muestra a Scully corriendo por el edificio del FBI, comparándola favorablemente con la película Touch of Evil de Orson Welles de 1958. Jonathan Dunn, escribiendo para What Culture, describió «Triangle» como «genial» y lo incluyó en la lista de «5 episodios [de The X-Files] que podrían convertirse en películas». En el Maratón de Acción de Gracias de FX de 1999, que contenía episodios seleccionados por los fanáticos, «Triangle» se presentó como el «Mejor episodio dirigido por Chris Carter». No todas las reseñas fueron tan entusiastas; Paula Vitaris de Cinefantastique escribió que «todos ciertamente merecen una A por el esfuerzo», no le impresionó el «trabajo de cámara vertiginoso» y las «tomas de seguimiento monótonas e interminables por los pasillos». Finalmente le otorgó una estrella y media de cuatro.
Además, muchos críticos quedaron satisfechos con el estilo y el concepto de «Triangle». Tom Kessenich elogió la atmósfera de la entrada y la calificó como «60 minutos de The X-Files en su máxima expresión». Kessenich señaló que, a pesar de la charla de «tristeza y fatalidad» de que la serie se dirigía en la dirección equivocada, estilísticamente, el episodio demostró «lo emocionante que puede ser este programa». Finalmente concluyó que era «una maravillosa combinación de fantasía y realidad» que permitía al espectador «intentar determinar qué es real y qué no». Más tarde nombró a «Triangle» como uno de los «25 mejores episodios de todos los tiempos» de The X-Files, y lo clasificó en segundo lugar. VanDerWerff señaló que disfrutó mucho el concepto y señaló que «el gran nivel de cosas locas que suceden en este episodio lo hace divertido de ver». Ella escribió que «nunca antes se había hecho nada más en televisión con tanta habilidad», lo que resultó en un «episodio de televisión excelente». Además, opinó que «[t]odo se une en el acto final fantásticamente entretenido del episodio», debido a la presencia de la escena de lucha dramática, entre otros.
«Triangle» presenta el primer beso entre Mulder y Scully. Kessenich opinó que el beso se construyó a partir de «las semillas que se plantaron en la película... Scully claramente cree que este es un hombre perdido en el delirio, pero Mulder... finalmente está comenzando a lidiar con algunos sentimientos bastante poderosos que tiene para su pareja». Paula Vitaris, en cambio, estaba frustrada; se quejó «¿cuándo van a terminar estos besos que no son besos?»

### Premios
El episodio recibió una nominación al premio Emmy en 1999 a la mejor edición de sonido para una serie.